# Bill Jay

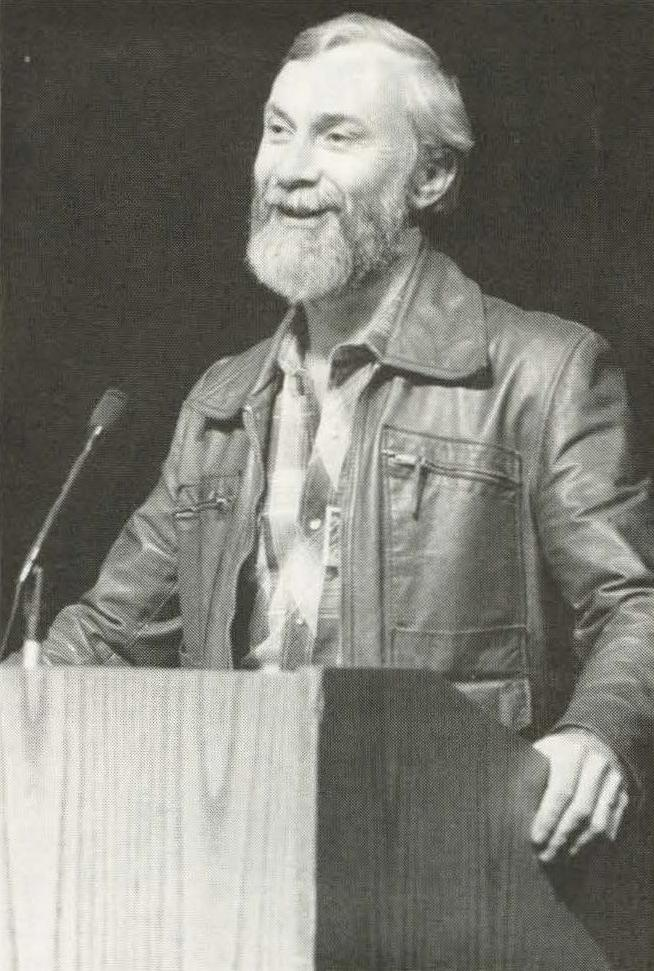
Bill Jay el 19 de noviembre de 1986

William Jay (12 de agosto de 1940 - 10 de mayo de 2009) fue fotógrafo, escritor y defensor de la fotografía, comisario, editor de revistas e imágenes, conferenciante, orador y mentor. Fue el primer editor de "la inmensamente influyente revista" Creative Camera (1968-1969); y fundador y editor de Album (1970-1971). Es autor de más de 20 libros sobre historia y crítica de la fotografía, y de unos 400 ensayos, conferencias y artículos. Sus propias fotografías han sido ampliamente publicadas, incluyendo una exposición individual en el Museo de Arte Moderno de San Francisco. Es conocido por sus retratos de fotógrafos.

## Vida y trabajo
Jay nació en Maidenhead, Inglaterra, asistió a la escuela primaria y completó dos años en el Berkshire College of Art.
Jay fue editor de la revista de aficionados Camera Owner, que transformó en "la inmensamente influyente revista" Creative Camera (1968-1969); y fundador y editor de Album (1970-1971), durante los doce números. Para complementar su trabajo en Creative Camera, durante breves periodos fue director europeo de Globe Photos, una agencia internacional de fotografía, y editor de fotografía de The Daily Telegraph Magazine. En 1970 fue el primer director de fotografía del Instituto de Arte Contemporáneo (ICA) de Londres, donde fundó y dirigió el Centro de Estudios Fotográficos.
Se unió a la Royal Photographic Society en febrero de 1972 y fue conferenciante visitante y organizador de charlas en la Sociedad, así como para clubes fotográficos locales y politécnicos de todo el Reino Unido.
En 1972 se trasladó a Estados Unidos para matricularse en la Universidad de Nuevo México con Beaumont Newhall y Van Deren Coke. Se graduó con un máster sobre el fotógrafo paisajista victoriano Francis Bedford. Posteriormente, fundó el programa de estudios fotográficos de la Universidad Estatal de Arizona, donde fue profesor de historia del arte y enseñó historia y crítica de la fotografía durante 25 años.
Dio cientos de conferencias sobre fotografía como invitado en colegios, universidades, escuelas de arte y clubes fotográficos de Gran Bretaña, Europa y Estados Unidos.
Jay se casó y se divorció dos veces, y tuvo tres hijas, Juliet, Louise y Hannah. Se retiró a finales de la década de 1990, dejando Mesa (Arizona) para irse a Ocean Beach, cerca de San Diego, y luego a Sámara, en la península de Nicoya (Costa Rica), en 2008. Murió en 2009, a los 68 años. Su archivo se conserva en el Centro de Fotografía Creativa de la Universidad de Arizona.

## Publicaciones
- Vistas sobre los desnudos. Focal Press Ltd., Londres, 1972. Una historia del desnudo como tema para los fotógrafos, desde 1840 hasta 1970. Segunda edición: 1980.
- Costumbres y rostros: Sir Benjamin Stone 1818-1914. Academy, Editions, Londres; St. Martin's Press, Nueva York, 1972.
- Victorian Cameraman: Francis Frith's Views of Rural England 1850-1898. Devon, Inglaterra: David and Charles, 1973.
- Victorian Candid Camera: Paul Martin 1864-1944. Devon, Inglaterra: David y Charles, 1973.
- Ensayos y fotografías: Robert Demachy 1859-1936. Academy Editions, Londres: St. Martin's Press, Nueva York, 1974.
- Modelos, Mensajes, Manipulaciones. Libro único, hecho a mano, de palabras e imágenes. Adquirido por el Museo de Arte de la Universidad de Nuevo México para su colección permanente, 1976.
- Negativo / Positivo: A Philosophy of Photography. Klendall/Hunt Publishing Company, segunda edición: 1982. Reimpreso en 1989 para la Universidad Estatal de Montana.
- Light Verse on Victorian Photography. Limner Press, Arizona, 1981. Antología de poesía de la prensa del siglo XIX. Edición de 500 ejemplares.
- Route 60 (con James Hajicek). Libro de lujo impreso a mano y encuadernado en piel, con fotografías originales incluidas. Amigos de la Fotografía en la ASU, 1981, mediante donación privada.
- Fotógrafos fotografiados. Una selección de mis retratos personales en forma de monografía. Peregrine Smith, Utah, 1983.
- Bernard Shaw: On Photography (con Margaret Moore). La primera colección completa de ensayos críticos e imágenes de Shaw. Peregrine Smith, Utah, 1989.
- Occam's Razor: an Outside-In View of Contemporary Photography. Antología de ensayos sobre temas del siglo XX. Múnich: Nazraeli Press, 1992.
- Los fotógrafos: Volumen 1. Portafolio de retratos fotográficos y perfiles escritos. Imágenes impresas en colotipia por James Hajicek. Múnich: Nazraeli Press, 1992.
- U.S. Photo Guide (con Aimee Linhoff). Índice de recursos de más de 2.000 instituciones, talleres, museos, galerías, publicaciones periódicas, personas, etc., en el ámbito de la fotografía académica/de arte. Múnich: Nazraeli Press, 1993.
- Some Rollicking Bull: Light Verse, y cosas peores, sobre la fotografía victoriana. Antología de baladas, sonetos, odas y canciones, así como artículos humorísticos, extraños y curiosos de las páginas de las publicaciones fotográficas del siglo XIX. Múnich: Nazraeli Press, 1994.
- On Being a Photographer: a Practical Guide. Photography & the Creative Process: a Series by LensWork Publishing. Anacortes, WA: Lenswork Publishing, 1997.  ISBN 978-1-888803-06-8. Con David Hurn. Y ediciones posteriores.
- On Looking at Photographs: A Practical Guide. LensWork Publishing, 2000. Con David Hurn.
- Cyanide and Spirits: an Inside-Out View of Early Photography. Antología de ensayos sobre temas del siglo XIX, una serie de ensayos recopilados del British Journal of Photography. Múnich: Nazraeli Press, 1991.
- 61 Pimlico: el diario secreto de Henry Hayler. Múnich: Nazraeli Press, 1998. Derechos de opción cinematográfica adquiridos por Coppos Films, Los Ángeles.
- El sol en la sangre del gato. Una antología de ensayos sobre la fotografía de los siglos XIX y XX. Nazraeli Press, 2001.
- Bill Brandt. One Picture Book No. 9. Nazraeli Press, 2002.  ISBN 1-5900-5024-X.
- Hombres como yo. Retratos de hombres sin hogar en una pequeña ciudad costera de California. Nazraeli Press, 2005.
- Instantáneas. Fotografías de fotógrafos aficionados con sus cámaras en lugares con imágenes en Gran Bretaña, Europa, Estados Unidos y otros sitios.
- Álbum de Bill Jay, volumen 1. Una colección de retratos de fotógrafos, con amplios comentarios, reminiscencias...

## Películas aproximadamente Arrendajo
- No te dobles: la vida fotográfica de Bill Jay (2018). Naciones Unidas de la Fotografía. Producido y dirigido por Grant Scott y Tim Pellatt.

## Colecciones
- Museo de Fotografía Contemporánea, Columbia Universidad, Chicago (fotografía)[24]
- Centro para Fotografía Creativa en la Universidad de Arizona (archivo)[25]